# Osram-Haus (Essen)

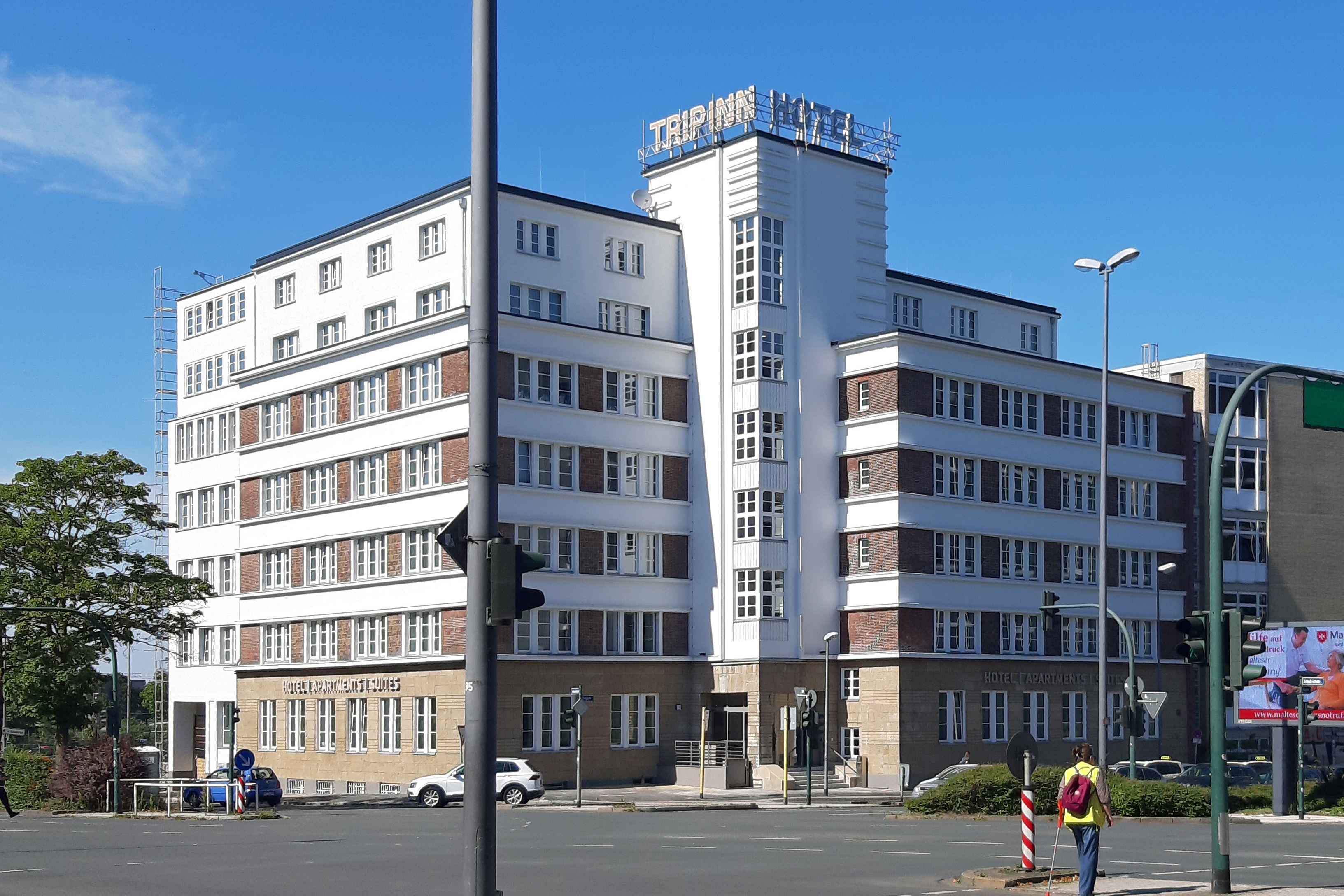
Osram-Haus, seit Juli 2020 Hotel

Das Osram-Haus (seit Juli 2020 Trip Inn Hotel Essen) ist ein 1928/1929 im Essener Südviertel errichtetes Geschäftshaus, das seit 1987 unter Denkmalschutz steht. Es wurde nach Plänen des Essener Architekten Ernst Knoblauch errichtet. Nach Umbau ist das Haus seit Juli 2020 ein Hotel.

## Beginn als RoBa-Haus
1908 wurde das Möbel-Großhandelsunternehmen Rosendahl & Bachrach (kurz: RoBa) gegründet, das seine Möbelfabrikation 1917 durch Erwerb der ehemaligen Heymannschen Möbelfabrik in Essen-Kray aufnahm. Von Ende 1927 bis Ende 1928 verhandelte das Unternehmen und sein Architekt Ernst Knoblauch mit dem städtischen Grundstücksamt über den Kauf des etwa 1100 Quadratmeter großen Grundstücks an der Kruppstraße 30. Im Sommer des Jahres 1929 wurde das sechsgeschossige Gebäude im Stil der Neuen Sachlichkeit an der Straßenecke Kruppstraße / Friedrichstraße (heute B 224) fertiggestellt.
Im Erdgeschoss, das sich äußerlich mit einer Werksteinverkleidung und expressionistischen Fenstergittern von den Obergeschossen unterscheidet, befanden sich eine Empfangshalle und Büros. Im Bereich der Obergeschosse werden die Fassaden durch schmale Gesimse in horizontale Bänder getrennt, die Brüstungsbänder mit hellem Verputz und die Fensterbänder (zwischen den Fensteröffnungen) in Backstein-Sichtmauerwerk. Abgesehen vom sechsten Stock, in dem sich eine Polsterei-Werkstatt befand, dienten die Obergeschosse der Möbelfirma als Ausstellungs- und Verkaufsräume. Prägnantes Element der Architektur ist der überhöhte Turm des zentralen Treppenhauses, dessen hell verputzte Fassade durch schmale Gesimse und Lisenen grafisch akzentuiert wird.
Der jüdische Geschäftsmitinhaber Hermann Bachrach war am 10. März 1880 in Ziegenhain geboren und Mitglied der Essener Synagogengemeinde. Er wurde 1942 während des Zweiten Weltkriegs zusammen mit seiner Frau nach Izbica deportiert und dort ermordet. Sein Grabstein befindet sich heute auf dem jüdischen Friedhof am Reckhammerweg.

## Nutzung vor dem Zweiten Weltkrieg
Bis zum Zweiten Weltkrieg wechselte das Haus mehrfach seine Besitzer und wurde während dessen mehrfach umgestaltet. Die noch heute gebräuchliche Bezeichnung Osram-Haus stammt von einer auffälligen Leuchtreklame des Leuchtmittelherstellers auf dem Treppenhausturm des Gebäudes, die ab 1931 dort installiert war. Der Berliner Konzern mietete ab 1930 mehrere Etagen des Gebäudes.
Um 1935 war hier unter anderem die oberste Bauleitung zum Bau der Reichsautobahn von Köln nach Hannover ansässig. Im Krieg wurde das Gebäude durch Bombentreffer beschädigt. Daraufhin erhielt das zurückgestaffelte Obergeschoss beim Wiederaufbau Anfang der 1950er Jahre eckige Fenster anstatt der ursprünglich runden, bullaugenähnlichen.

## Nutzung nach dem Zweiten Weltkrieg
Erste Nutzer des Hauses nach Kriegsende waren Gewerkschaftsverbände der Britischen Besatzungszone. Seit 1950 hatte die gerade gegründete Gewerkschaft Handel, Banken und Versicherungen hier ihre Bundesleitung. Letzte Eigentümerin war die Deutsche Bahn bis zum Jahr 2007.

## Bis zur heutigen Nutzung als Hotel

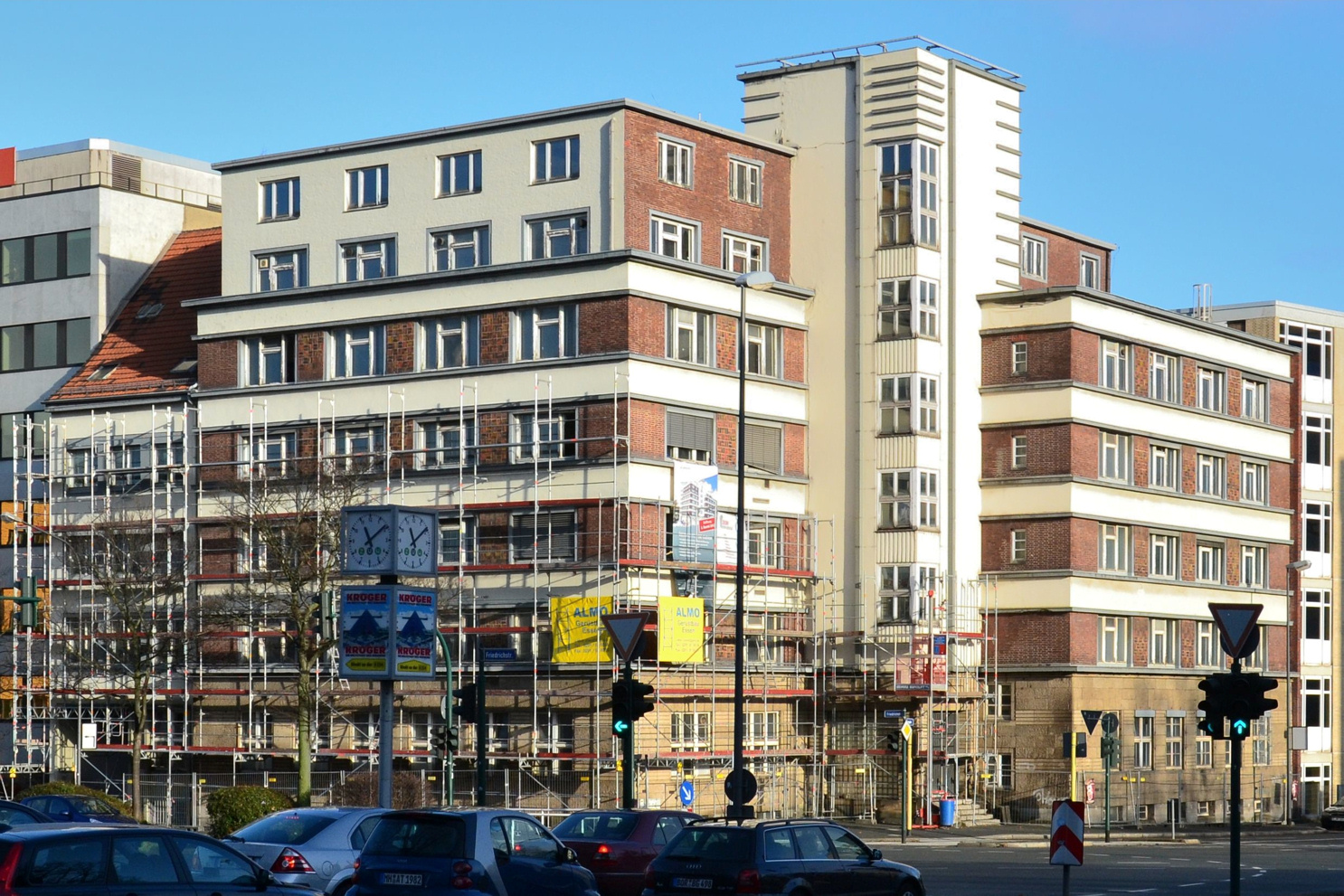
Osram-Haus im Umbau, 2011

Ende 2007 kaufte das Immobilienunternehmen Westfälische Grundbesitz und Finanzverwaltung das seit 2005 leerstehende Gebäude. Im September 2010 unterschrieb die Ludwigsburger Hotelkette acom Hotels, eine Tochtergesellschaft der nestor Hotels, einen Pachtvertrag über 25 Jahre. Die Westfälische Grundbesitz und Finanzverwaltung sollte das Haus als Bauherr für rund 7,5 Millionen Euro zu einem Hotel der Drei-Sterne-Kategorie mit 144 Zimmern auf einer Bruttogeschossfläche von rund 7300 Quadratmetern umbauen lassen. Den Hochbau sollte die MPP Meding Plan Projekt GmbH aus Hamburg übernehmen, die ein zusätzliches, verglastes Staffelgeschoss aufsetzen wollte. Die Innenarchitektur sollte die Firma Markus-Diedenhofen aus Reutlingen übernehmen. Im August 2011 wurde die Baugenehmigung erteilt. Die Eröffnung des Hotels war für Ende 2012 geplant, jedoch ruhten die Arbeiten seit Juni 2012. Das bereits errichtete Baugerüst wurde wieder entfernt. Der Baustopp wurde begründet mit Schäden, die das mit dem Umbau beauftragte Unternehmen Don International zu verantworten habe und mit Zahlungsverzögerungen. Der Vertrag mit acom Hotels wurde im Sommer 2012 gekündigt und ein neuer Vertrag mit der spanischen Hotelkette Meliá Hotels International bekanntgegeben. Im Dezember 2013 meldete die Westfälische Grundbesitz und Finanzverwaltung als Gebäudeeigentümer Insolvenz an.
Nach Kauf durch einen Frankfurter Investor wurde im Januar 2018 mit Vorarbeiten zum Umbau zu einem Boardinghouse begonnen. Nach Fertigstellung im Mai 2020 wurde das 109 Zimmer mit jeweils eigener Küche bietende Hotel mit dem Namen Trip Inn Living and Suites am 1. Juli 2020 eröffnet, nachdem Hotels nach Lockerungen in der Coronakrise wieder öffnen durften. Es ist damit Teil der Frankfurter Hotelkette Trip Inn, die das Haus für 15 Jahre pachtet.
Das Osram-Haus wird namensgebend für das dahinter geplante Osram Quartier (auch Literatur Quartier genannt) sein, einem Büro- und Wohngebiet, das innerhalb der Bert-Brecht-, der Friedrich- und der Kruppstraße geplant ist. Es handelt sich dabei um das ehemalige Zeitungsviertel. Anfang 2020 wurden die alten Gebäude der Funke Mediengruppe nach Bezug des neuen Medienhauses am Berliner Platz abgerissen.